# Ananke Edizioni
Ananke Edizioni è una casa editrice italiana fondata a Torino nel 1995.
Si è specializzata fin dagli inizi grazie anche alla vicinanza del Museo Egizio in pubblicazioni riguardanti l'egittologia, tra i principali editori italiani e successivamente la filosofia grazie alla collaborazione con Marco Vozza, docente universitario torinese, di cui ne dirige dal 2005 la collana. Nel 2008 ha ricevuto il Premio Aldo Manuzio "Per la diffusione della cultura europea" dall'Associazione Italiana Editori nella sezione medie-piccole imprese. Altre pubblicazioni riguardano storia, psicologia, medicina, musica ed in misura minore narrativa e poesia.
Tra le pubblicazioni edite dalla casa editrice figurano lavori di Jean-Luc Nancy, Mario Tosi, Paola Capriolo, Silvio Curto, Alberto Elli, Pier Francesco Liguori, Alfredo Luvino, Riccardo Manzini, Ausilio Priuli, Massimo Centini, Giorgio Girard.
La collana egizia "Seshat" dal 2016 non figura più nel suo catalogo e i titoli sono stati riediti dall'editore Kemet, nuova casa editrice di argomento egittologico e orientalistico.